# Tundla Kham
Tundla Kham è una suddivisione dell'India, classificata come census town, di 5.156 abitanti, situata nel distretto di Firozabad, nello stato federato dell'Uttar Pradesh.